# Metal Hammer
Metal Hammer is een muziektijdschrift en -website. Het tijdschrift werd opgericht in 1983 in Duitsland en in 1986 in het Verenigd Koninkrijk en wordt in verschillende talen en landen verspreid. In het verleden was het blad ook in Nederland (in het Nederlands) beschikbaar. Metal Hammer bespreekt — zowel in het tijdschrift als op de website — nieuws, plaatst recensies en schrijft regelmatig uitgebreide artikelen over bekende en minder bekende bands (zogeheten undergroundbands). Ook beperkt het zich niet tot metal: rock-, punk-, grunge- en andere alternatieve rockbands komen eveneens aan bod.

## Geschiedenis
In 1983 ging Wilfried F. Rimensberger — hoofdredacteur bij het bekende Duitse tijdschrift MusikSzene — met het idee van een rock- en metaltijdschrift naar Jürgen Wigginghaus, hoofd van MusikSzene. Wigginghaus keurde het idee goed en begon met de publicatie van de Duitstalige editie van Metal Hammer. Rimensberger werkte ondertussen vanuit Londen aan de Engelstalige versie, welke in november 1986 voor het eerst werd gedrukt. Harry Doherty van Melody Maker werd aangesteld als redacteur. Door de jaren heen werd het tijdschrift in steeds meer talen uitgebracht, met op het hoogtepunt 11: Hebreeuws, Japans, Servisch, Spaans, Nederlands, Italiaans, Pools, Hongaars en Frans. Ook was Metal Hammer het eerste Westerse jeugdtijdschrift dat werd toegelaten in de Sovjet-Unie.

### Metal Hammer UK
In 1994 werd Metal Hammer UK overgenomen door Dennis Publishing, in 2000 gevolgd door Future. In 2013 nam TeamRock het tijdschrift over, inclusief zusterbladen Classic Rock en Prog. In 2016 werd TeamRock failliet verklaard, waarop Future in december 2016 de tijdschriften terugnam.
Op 27 maart 2018 voegde Future de drie tijdschriften samen onder de merknaam Louder.

### Metal Hammer Germany
Metal Hammer Germany werd in 1999 verkocht aan Axel Springer SE. Anno 2023 is het blad en de website nog steeds in beheer van dat bedrijf.

### Overige Metal Hammer-edities
Anno 2023 wordt Metal Hammer naast Engels en Duits in het Grieks en Italiaans uitgebracht en sinds 2020 in het Japans. Sinds 2019 is de website ook in het Portugees beschikbaar, maar er is voor gekozen om geen papieren tijdschrift uit te brengen.

## Overige activiteiten

### Metal Hammer Golden Gods Awards
In 2003 begon Metal Hammer met de uitreiking van prijzen, de Golden Gods Awards. De uitreiking werd op touw gezet door toenmalig redacteur Chris Ingham. De uitreiking vond jaarlijks plaats tijdens een georganiseerd evenement met publiek en liveoptredens. In 2018 stopte Metal Hammer met de prijsuitreiking. Onder meer Ozzy Osbourne, Iron Maiden, Motörhead, Slipknot, Tony Iommi, Brian May, Dave Mustaine, Rob Zombie, Bill Bailey en Chris Jericho traden op of wonnen de prijs.

### Podcasts en radioprogramma's
In 2009 begon Metal Hammer met The Metal Hammer Podcast. Oorspronkelijk werd de podcast gepresenteerd door James Gill en Terry Bezer, werknemers van Metal Hammer. Er werd wekelijks verslag gedaan van nieuws en evenementen in de metalwereld, evenals albumbesprekingen. Later namen Merlin Alderslade, Stephen Hill en Amit Sharma de presentatie voor hun rekening. In 2013 stopte Metal Hammer de podcast voor onbepaalde tijd vanwege de start van The Metal Hammer Radio Show op TeamRocks digitale radiozender.
In 2016 werd een tweede, tijdelijke serie genaamd …In Residence gestart in samenwerking met Spotify. De serie werd gepresenteerd door Merlin Alderslade, Luke Morton en toenmalig redacteur Alexander Milas. Er werden zes afleveringen gemaakt, bestaande uit interviews met bekende metalartiesten, waaronder Iron Maiden en Bring Me the Horizon.
In 2018 stopte Metal Hammer met hun radioprogramma, waarna The Metal Hammer Podcast nieuw leven werd in geblazen. Ditmaal werd de podcast gepresenteerd door Merlin Alderslade, Luke Morton en Eleanor Goodman. In 2022 werd opnieuw voor onbepaalde tijd gestopt met de podcast.